# 袁可立
袁可立（1562年4月25日—1633年11月12日），字礼卿，號節寰，河南睢陽衛（今睢县）人，祖籍河南潁州（今安徽阜陽）。晚明政治人物，历经万历、泰昌、天启、崇祯四朝。官至兵部尚书、太子少保。

## 生平
万历十六年（1588年）戊子科河南鄉試舉人，十七年（1589年）己丑科三甲一百二十五名進士。大理寺觀政，授苏州府推官。弹劾应天巡抚，平反苏州知府石昆玉冤案。袁可立执法不避权贵，“至犯令抵罪者，虽宠近必行，似欧阳永叔。”万历二十三年（1595年）擢拔為山西道监察御史，吴民箪酒相留，哭送百里不绝。本年巡视西城，二十四年革职为民。
泰昌元年（1620年）起尚宝司司丞，天啓元年（1621年）升本司少卿，本年升太仆寺少卿。二年升左通政，本年升都察院左佥都御史、巡抚登萊，三年加升兵部右侍郎，四年养病。崇祯二年（1629年）起兵部右侍郎，三年升左侍郎，本年致仕，驰驿归乡，加兵部尚书、少保，四年加太子太保。
曾官登莱巡抚，期間成功遊說劉興祚歸明，使清人忿怒，造成日後袁崇煥反間計之原因。天启三年（1623年）三月十二日，朝鮮西人党的李贵、李适、金自点等人在仁穆王后的协助下，召集军队在绫阳君（后来的仁祖）的别墅发动政變，廢光海君，史稱仁祖反正。袁可立表示：“看得废立之事，二百年来所未有者，一朝传闻，岂不骇异。”。並上書朝廷，力主讨伐。朝鲜派出使团前往登州拜见袁可立。後因直谏触帝怒，削职为民，史称“震门之冤”。罢官期间，袁可立与友结诗社。晚年崇信道教，在睢州建袁家山。崇祯帝为袁可立敕建的“三世尚书坊”。

## 軼事
袁可立任登萊巡撫時，有次在登州鎮總兵衙門後的太平樓上大擺筵席，忽然看見數十艘艨艟揚帆而來，每艘船上都站了很多武士，頓時海上甲光曜目、朱旆蔽天，袁可立以為是敵軍要攻打過來，與朋友錯愕的互相對看後，隨即便放下酒杯，馬上趕去處理守城事宜，然而船在抵達岸邊的那一剎那，忽然就又消失不見，這才知道原來是登州海市。

## 家族
曾祖袁錦，封兵部右侍郎兼都察院右佥都御史；祖袁永庚，封官同前；父袁淮，封官同前。
子袁枢，字伯應，號環中，又號石𡪾，明末書畫家、收藏家、鑑賞家。